# Xiomara Reyes
Xiomara Reyes, född 28 oktober 1973 i Havanna, är en kubansk ballerina. Reyes utbildade sig vid Havanna Vocational School of Ballet och den kubanska nationella balettskolan, där hon studerade för Loipa Araujo. Under sin tid i skolan spelade Reyes huvudroller i De tre musketörerna vid 15 års ålder, Don Quijote vid 16 års ålder och Coppelia vid 17 års ålder. Efter examen dansade hon som solist med La Joven Guardia, den andra kompaniet inom den kubanska nationella baletten, under ledning av Laura Alonso, som fortsatte att ge henne huvudroller i ensemblen.
År 2001 blev Reyes inbjuden att bli gästdansare på American Ballet Theatre, varefter hon utsågs till solist i kompaniet. År 2003, efter en rad lysande recensioner och stora rolldebuter – bland annat från New York Times Jennifer Dunning för hennes framträdande som Kitri tillsammans med Angel Corrella i Don Quijote – befordrades Reyes till prima ballerina.